# Paul Pirsan
Paul Pirsan (* 28. Februar 1956 in Șerbănești) ist ein rumänischer Agrarwissenschaftler, er war von März 2012 bis Februar 2016 Rektor der Universität für Landwirtschaftliche Wissenschaften und Tiermedizin des Banats in Temeswar.

## Biographie
Pirsan leitete nach Beendigung seines Studiums ab 1980 einen landwirtschaftlichen Betrieb in Recaș, Kreis Timiș. 1986 trat er in das Landwirtschaftsinstitut der Universität für Landwirtschaftliche Wissenschaften und Tiermedizin des Banats in Temeswar als Assistent ein.
1992 wurde er zum Lektor, 1996 zum Dozent und 2003 zum Professor für Pflanzenbau und ökologische Landwirtschaft ernannt.
Von 2002 bis 2011 war Professor Pirsan Leiter von 4 rumänischen und Projektpartner in internationalen Pflanzenbau-Forschungsprojekten.
Seine Wahl zum Direktor der Abteilung Landwirtschaft und Entwicklung des ländlichen Raums und Dekan der Agrarfakultät erfolgte 2005. Seit 2005 ist er als Mitglied des Regionalparlaments von Temeswar Regionsvorstand für Kultur. Am 28. Februar 2012 wurde Paul Pirsan zum neuen Rektor der Universität gewählt, sein neues Amt trat er am 15. März 2012 an. Nach Ablauf der vierjährigen Amtszeit kandidierte er 2016 nicht erneut. Sein Nachfolger wurde Cosmin Alin Popescu.

## Mitgliedschaften und Ehrungen
- Vereinigung der Ingenieure in Rumänien
- Mitglied in der rumänischen Forschervereinigung
- Vereinigung der Obst- und Gartenbauer
- Gastprofessor in der Fakultät Agrarwissenschaften der Universitäten in Novi Sad und Banja Luka
- Dozent im Programm MAKIS der Welt Bank
- Beirat im Büro der Landwirtschaftsberater in Arad und Temeswar
- Ehrenmitglied der Industrie und Handelskammer Temeswar
- Ehrendiplom und Jubiläumsmedaille 100 Jahre wissenschaftliche Bodenforschung in Rumänien (2005)
- Landwirtschaftlicher Offiziersverdienstorden (2006)